# Zonnevlam

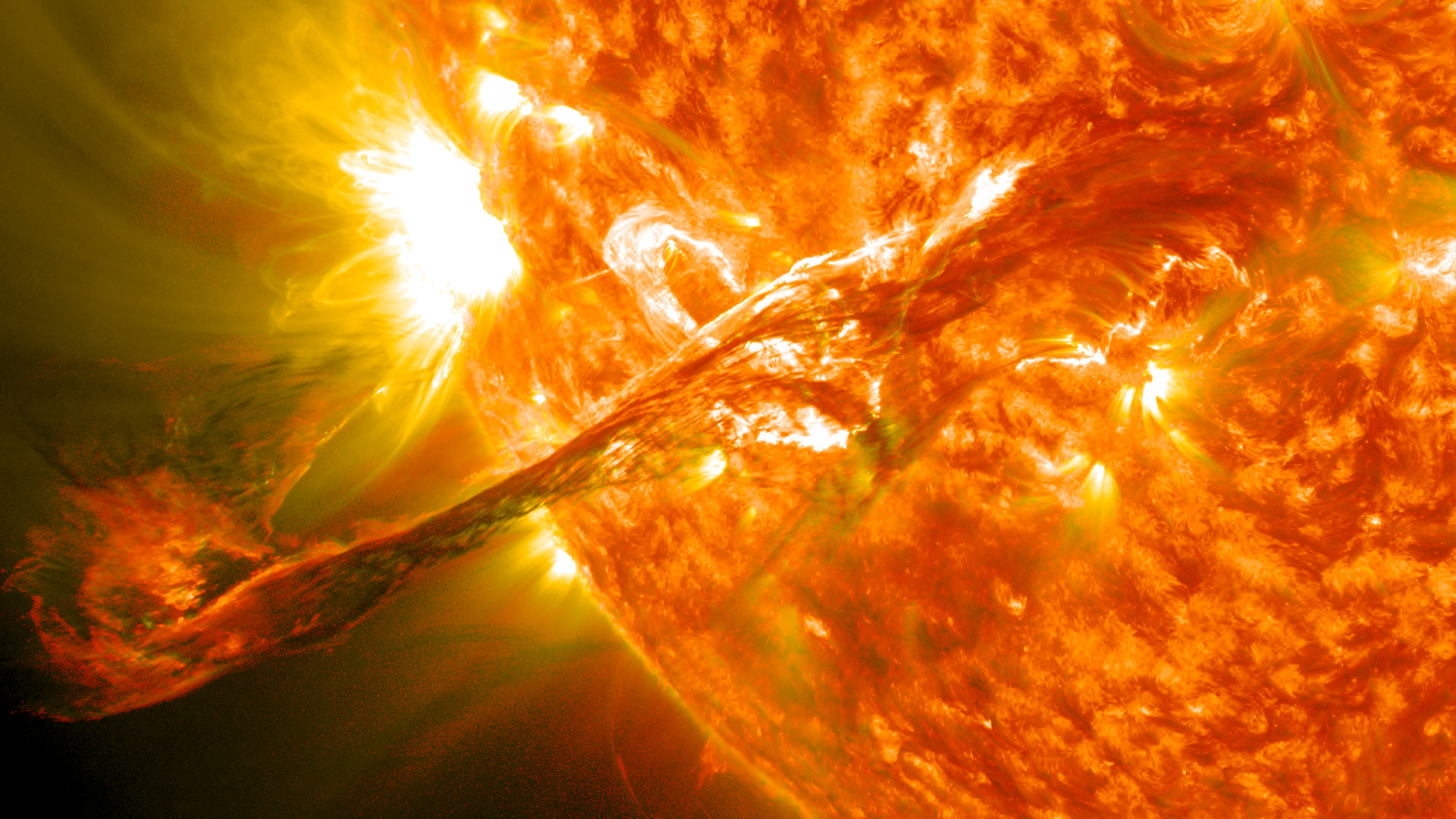
Zonnevlam op 31 augustus 2012

Een zonnevlam is een explosie op het oppervlak van de zon, die ontstaat door het plotseling vrijkomen van de energie die wordt vastgehouden in de magnetische velden. Er ontstaat straling over het hele gebied van het elektromagnetische spectrum.
Zonnevlammen worden ingedeeld in drie hoofdklassen:
- Klasse X: uitbarstingen die op de aarde voor het uitvallen van radioverbindingen en van elektriciteitscentrales kunnen zorgen.
- Klasse M: matige uitbarstingen, die rond de polen korte perioden van uitval van de radioverbindingen kunnen veroorzaken.
- Klasse C: kleine uitbarstingen die nauwelijks invloed hebben op de aarde.

Meer objectief worden de zonnevlammen ingedeeld aan de hand van de uitgestraalde energie (watt per vierkante meter in golflengten tussen 0,1 en 0,8 nanometer). Zonnevlammen van klasse X geven een energie af van meer dan 10−4 W/m2, klasse M tussen de 10−4 en 10−5 en klasse C tussen 10−5 en 10−6 W/m2. Iedere klasse loopt van 1 tot 9, dus bijvoorbeeld C1 tot C9.
Bekende zonnevlammen van klasse X waren die van maart 1989, die grote schade aan elektriciteitscentrales in Canada veroorzaakten en de uitbarsting op 4 november 2003, die zo groot was dat ze niet gemeten kon worden. Geschat wordt dat deze uitbarsting geclassificeerd moet worden als X28. De richting van deze laatste uitbarsting was niet naar de aarde toe, zodat het effect op onze planeet niet zo groot was. Er zijn aanwijzingen dat dat in het jaar 774 anders was. De vergrote productie aan koolstof-14 in dat jaar wordt aan een zonnevlam toegeschreven.
Materie uitgestoten bij zonnevlammen komt uiteindelijk terecht in de zonnewind. Een zonnevlam kan gevaarlijk zijn voor de aarde. De ozonlaag beschermt ons echter tegen de gevaarlijke straling ervan.

## Andere sterren
Andere sterren met verschijnselen als zonnevlammen worden vlamsterren genoemd. De na de zon dichtstbijzijnde ster, Proxima Centauri, is ook een vlamster.